# Sabhá
Sabhá (arabsky سبها‎) je město v jihozápadní Libyi. Má přibližně sto tisíc obyvatel.
Jedná se o historické centrum Fezzánu.
V roce 2004 bylo Sabhá ve zprávě Mezinárodní agentury pro atomovou energii označeno za jedno z míst libyjského programu jaderných zbraní.